# جيري روس (رسام)
جيري روس (بالإنجليزية: Jerry Ross)‏ هو رسام أمريكي، ولد في 11 مايو 1944 في بوفالو في الولايات المتحدة.